# Подравина

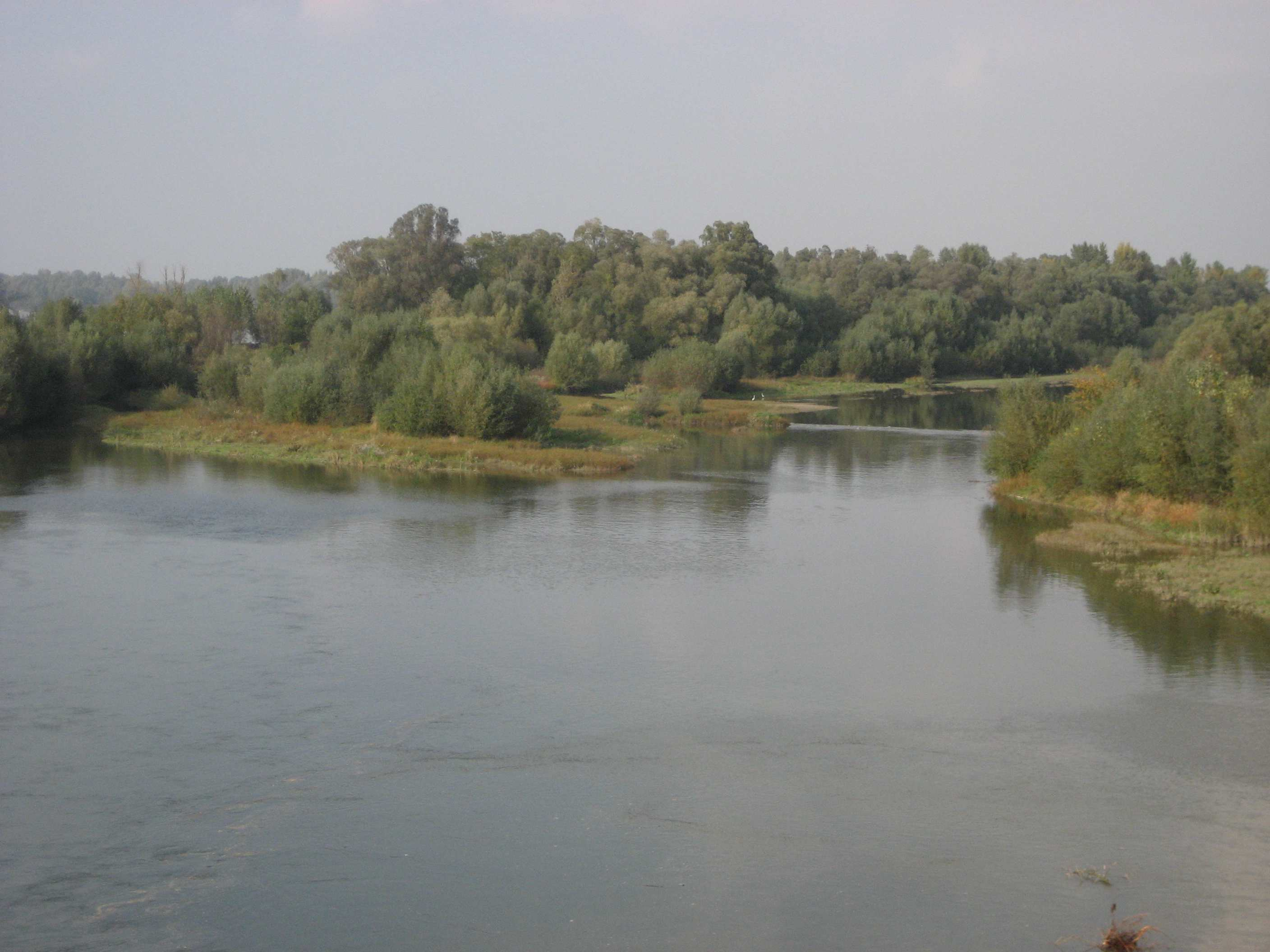
Драва неподалік Джурджеваца

Подра́вина (хорв. Podravina, словен. Podravje) — історична територія в сучасній Хорватії, розташована в широкій долині річки Драви західніше Осієка й східніше Вараждина.
Більша частина цієї території входить до складу Копривницько-Крижевецької та Вировитицько-Подравської жупаній. Східна частина Подравини належить історичному регіону Славонія.
Іноді термін «Подравина» використовується у більш широкому сенсі, як назва долини Драви в її середній течії, а також у пониззі на території Словенії та Хорватії від Марибора до Осієка.
Подравина завширшки від декількох до кількох десятків кілометрів. Це повністю рівнинний район, оточений звідусіль численними грядами пагорбів. Подравина вирізняється високою родючістю ґрунтів і разом зі Славонією вважається «житницею Хорватії». Уздовж всієї Подравини пролягає автомобільний шлях і залізниця Вараждин - Копривниця - Осієк.
Найбільші міста Подравини — Лудбрег, Копривниця, Джурджевац, Вировитиця та Слатина.